# دریاچه کووژسکویه
دریاچه کووژسکویه (انگلیسی: Lake Kovzhskoye) یک دریاچه در استان ولوگدای کشور روسیه است.